# Elsebeth Gerner Nielsen
Elsebeth Gerner Nielsen (* 5. Januar 1960 in Favrholt, Frederikshavn Kommune) ist eine dänische Politikerin. In der Regierung Poul Nyrup Rasmussen IV war sie von 1998 bis 2001 Kulturministerin. Von 1994 bis 2007 saß sie für die Radikale Venstre im Folketing für den Vejle Amtskreds.

## Leben
Gerner Nielsen wurde auf einem kleinen Bauernhof bei Frederikshavn geboren. Dort wuchs sie auch auf. Ihre Eltern, Knud Jensen (1934–78) und Inga Poulsen (geb. 1935), waren Bauern. Gerner Nielsens Vater nahm sich, als sie 18 Jahre alt war, das Leben. Die starken Veränderungen in der Landwirtschaft hatten dazu geführt. Der Suizid des Vaters weckte in Gerner Nielsen den Wunsch, die Gesellschaft zu ändern. 1980 legte sie am nahegelegenen Gymnasium Frederikshavn als erste ihrer Familie das Abitur ab. Danach studierte sie Gesellschaftswissenschaften, Soziologie und Wirtschaft an der Universität Odense. Das Studium schloss sie 1986 mit dem cand. rer. soc. ab. Danach war sie als Dozentin an der Universität angestellt. 1983 hatte sie Sven Gerner Nielsen geheiratet. Im selben Jahr gebar sie eine Tochter. Nach einem Umzug nach Falster arbeitete sie bis 1992 in verschiedenen Berufen unter anderem beim Udviklingscenter for Folkeoplysning og Voksenundervisning. 1991 kam ein Sohn zur Welt.
1992 wurde sie Mitglied in der Partei Det Radikale Venstre und wurde im Jahr darauf in die Parteileitung gewählt. Zudem wurde sie Folketingskandidat und 1994 dann gewähltes Mitglied. Sie war besonders im Umweltbereich aktiv, doch wurde aufgrund ihres langjährigen kulturellen Engagements 1998 zum Kulturminister ernannt. 1999 wurde die Ehe geschieden. Gerner Nielsen war bis 2007 Mitglied des Folketings. 2007 solidarisierte sie sich mit der fünischen Kandidatin der Enhedslisten, Asmaa Abdol-Hamid. Diese erklärte, dass sie im Falle ihrer Wahl, weiterhin Kopftuch tragen würde. Daraufhin setzte Søren Krarup von der Dansk Folkeparti das Kopftuch mit dem Hakenkreuz gleich. In der Woche darauf ließ sich Gerner Nielsen mit einem Kopftuch fotografieren und sprach sich für den Schutz der Meinungsfreiheit aus, da sie meinte, dass es nicht auf die Kleidung, sondern auf das Gesagte ankäme. Ihre Aktion führte zu parteiinterner Kritik, vor allem seitens Naser Khader, der ihr vorwarf, Islamisten zu unterstützen. Marianne Jelved bezeichnete die Aktion als erfolgreiches Element in der Parteikampagne für Freigeist, Toleranz und Vielfalt.
Seit 2008 ist Gerner Nielsen Rektor an der Designskolen Kolding. Sie ist mittlerweile wieder verheiratet und hat insgesamt vier Kinder.

## Ehrungen (Auswahl)
Im Jahr 2006 wurde sie zum Flensburger Stadtdenker gewählt. 2011 wurde sie zum Bürger des Jahres in ihrer Heimatstadt Kolding gewählt.

## Schriften
- 1992: Folk og museer: erfaringer fra museumsinitiativer støttet af kulturfonden
- 1993: På tværs af de kulturfondsstøttede initiativer